# Mirassol
Mirassol é um município brasileiro no interior do estado de São Paulo, Região Sudeste do país. Está localizado no norte paulista, integrando a Região Metropolitana de São José do Rio Preto. Ocupa uma área de 243,228 km², sendo 47,07 km² de área urbana, e sua população, de acordo com o Censo de 2022, era de 63 337 habitantes. O município é formado pela sede e pelo distrito de Ruilândia.

## Toponímia
A respeito da origem do topônimo Mirassol, uma das versões aceitas é a seguinte:
Passava certa feita o fundador a cavalo pelo Largo da Capelinha, onde se cultivavam roças de arroz, quando um dos enxadeiros chamou-lhe a atenção para a existência, no local, de uma touceira de plantas esguias, de cerca de dois metros de altura, e no topo das quais desabrochavam grandes flores redondas, de cor amarelo-ouro.
O passante, ao divisar as flores, exclamou: "- É Girassol".
O roceiro retrucou: "- Não é não, seu capitão. O nome dessa flor é Mirassol".
Outra teoria diz que o nome Mirassol é uma junção das palavras "mira" (vinda do verbo "mirar") e "Sol", e que isso se deve ao fato de que o centro da cidade é considerado um dos pontos de maior altitude da região, podendo-se vislumbrar o nascer e o pôr do sol ao horizonte. 

## História
Quando São José do Rio Preto tornou-se comarca, desligando-se de Jaboticabal em 1904, para aí convergiram homens afeiçoados ao trabalho e em busca de novas possibilidades. Muito contribuíram para o desbravamento dessa região os agrimensores Frederico Meyer, Portugal Freixo e Francisco Crespo, que pela localização exata das áreas, identificavam as legítimas propriedades.
Por volta de 1908, as primeiras glebas das fazendas Sertão dos Inácios, Bálsamo, Tatu, Campo e Barra Grande foram adquiridas pelos novos povoadores e entre estes, Joaquim da Costa Penha e Vitor Cândido de Souza, antes dois sertanistas. Voltaram a se encontrar em Bebedouro e Monte Azul e, por fim, vizinhos nas fazendas Campo e Sertão dos Inácios.
Na junção de suas propriedades, ergueram no dia 8 de setembro de 1910 o cruzeiro, marco da fundação do povoado sob o nome de São Pedro da Mata Una, que deu origem a atual Mirassol.
Joaquim Neves, mais conhecido como Capitão Neves, então residente em Monte Azul, relatou o seguinte no seu diário: 'Hoje, às doze horas, sigo de viagem para São José do Rio Preto e daquela cidade, com destino ao meu sítio, que é além duas léguas e três quartas mais ou menos; aí vou com pretensões de fundar a florescente e futurosa povoação da Mata Una, sita nos espigões das fazendas Três Barras, Campo, Piedade e Sertão dos Inácios'.
No dia 5 de setembro de 1910 deu-se início à roçada da densa mata. Em 1912, por proposta do Capitão Neves, Mata Una passou a chamar-se Mirassol, pois com as derrubadas das matas divisava-se melhor o sol e, também, segundo dizem, por ter sido encontrada nessa ocasião uma moita de girassol. Como havia espanhóis na região, começaram a substituir gira por mira, originando daí, o nome Mirassol.
Nesse mesmo ano foi rezada a primeira missa, na capelinha erguida em terras doadas pelos senhores Modesto José Moreira, Vitor Cândido de Souza e Joaquim da Costa Penha.

### Formação territorial-administrativa
Histórico da formação do município:
- Distrito criado com a denominação de Mirassol pela Lei Estadual n.º 1.667, de 27/11/1919, subordinado ao município de Rio Preto.[15]

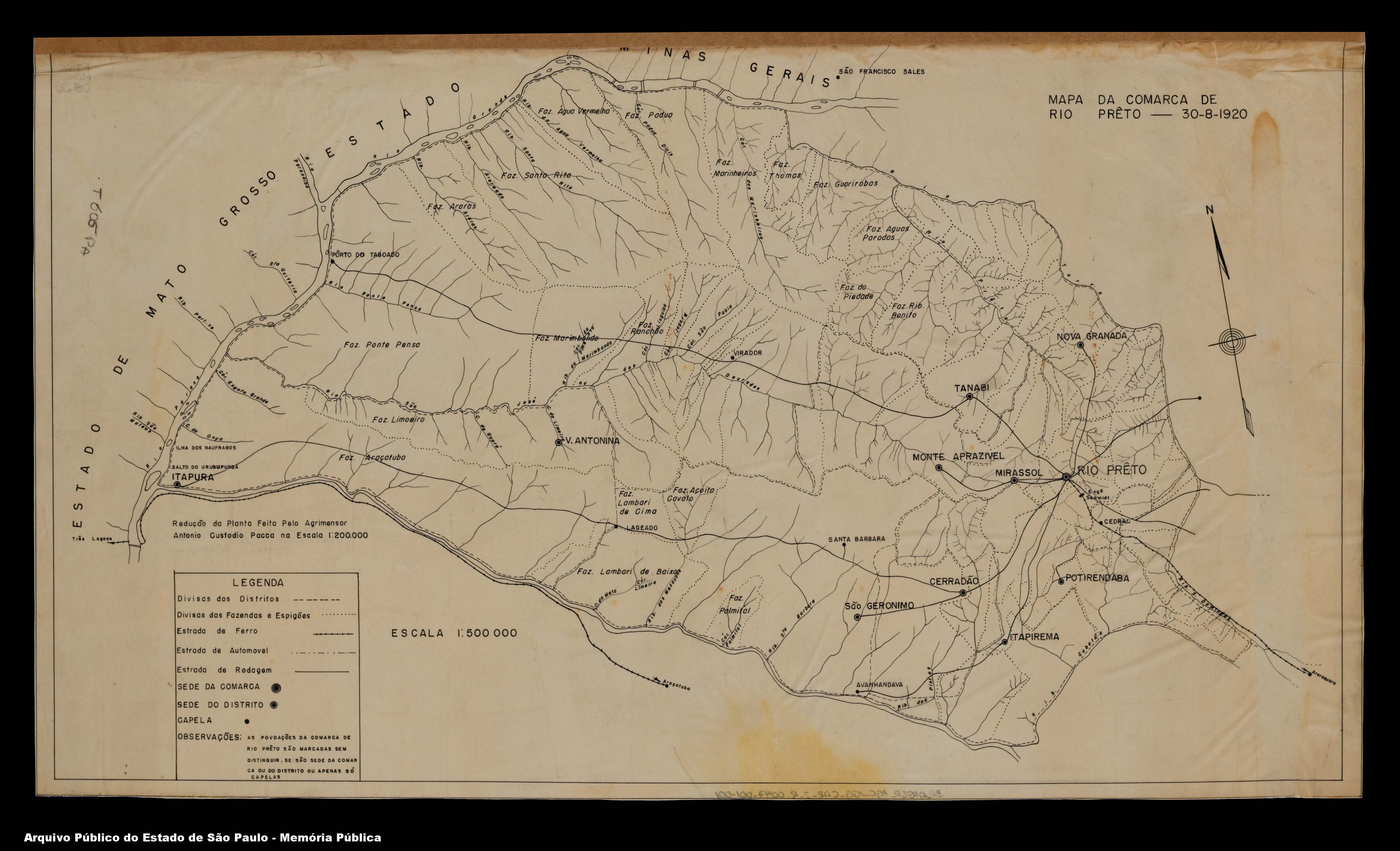
Mapa da Comarca de Rio Preto (1920).

- Elevado à categoria de município com a denominação de Mirassol, pela Lei Estadual n.º 2.007, de 23/12/1924, desmembrado do município de Rio Preto. Sede no antigo distrito de Mirassol. Constituído do distrito sede e do distrito de Nipoã, também transferido do município de Rio Preto. Instalado em 11/03/1925.[16]
- Pela Lei Estadual n.º 2.086, de 18/12/1925, foram criados os distritos de Bálsamo e Barra Dourada.
- Pela Lei Estadual n.º 2.112, de 30/12/1925, é criado o distrito de Iaci.
- Pela Lei Estadual n.º 2.115, de 30/12/1925, é criado o distrito de Ubarana.
- Pela Lei Estadual n.º 2.120, de 30/12/1925, é criado o distrito de Rui Barbosa.
- Pela Lei Estadual n.º 2.177, de 28/12/1926, o distrito de Ubarana é transferido para o novo município de José Bonifácio, emancipado de Rio Preto.
- Pela Lei Estadual n.º 2.337, de 21/12/1928, é criado o distrito de Colombo.
- Pelo Decreto Estadual n.º 605, de 11/11/1933, a sede do distrito de Colombo é transferida para o povoado de Vila Poloni, assumindo o distrito essa denominação.
- Pela Lei Estadual n.º 7.198, de 10/06/1935, é criado o distrito de Mirassolândia.
- Pela Lei Estadual n.º 3.112, de 26/10/1937, os distritos de Nipoã e Poloni são transferidos do município de Mirassol para o de Monte Aprazível, e ao mesmo tempo o distrito de Neves é transferido do município de Monte Aprazível para o de Mirassol.

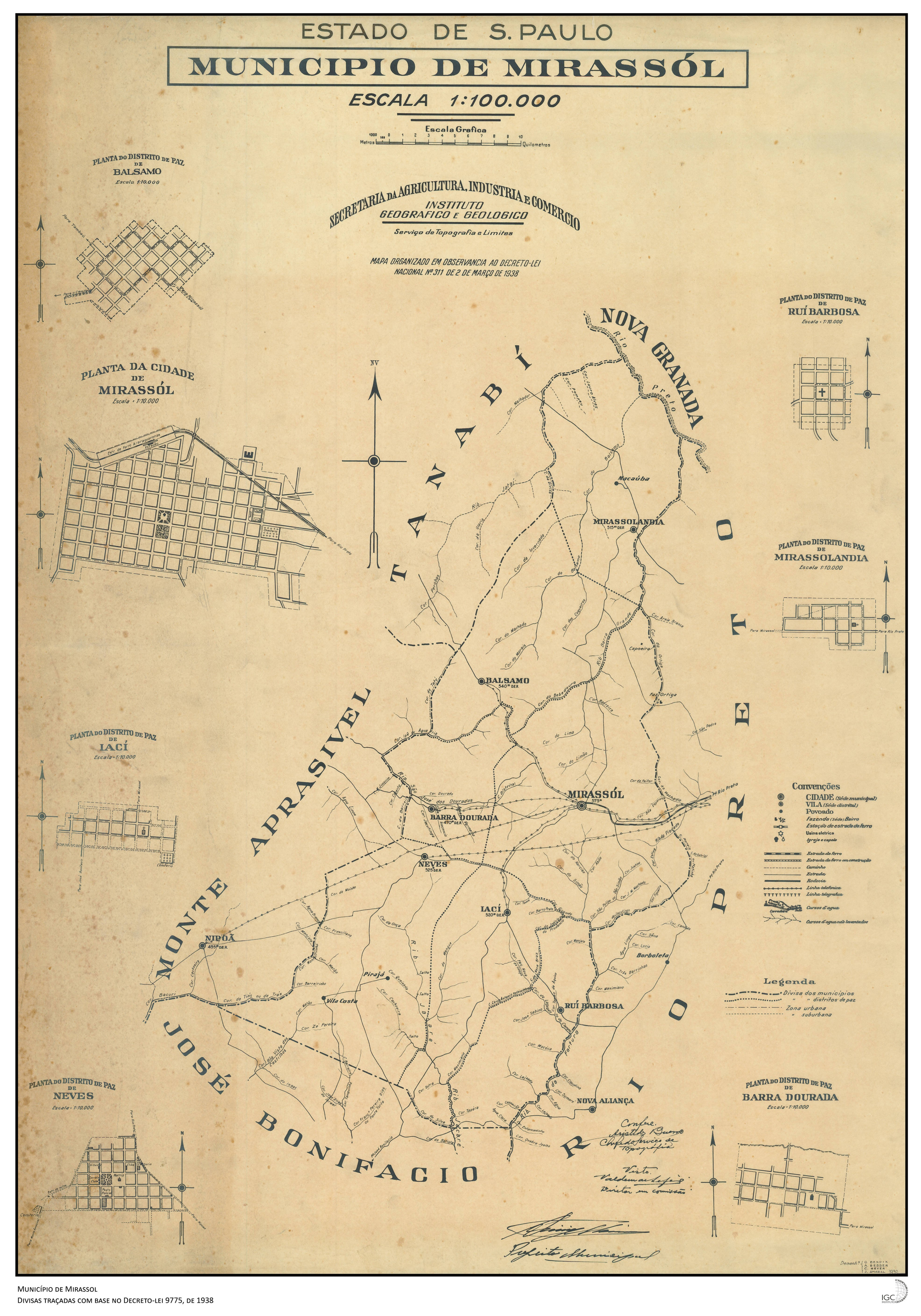
Mapa de Mirassol (1938).

- O Decreto-lei Estadual n.º 14.334, de 30/11/1944, desmembra do município de Mirassol os distritos de Neves e Barra Dourada, para constituírem o novo município de Iboti (atual Neves Paulista). O mesmo Decreto-Lei altera a denominação do distrito de Iaci para Jaci, e ainda extingue o distrito de Rui Barbosa.
- A Lei Estadual n.º 233, de 24/12/1948, cria o distrito de Ruilândia com território do extinto distrito de Rui Barbosa.
- A Lei Estadual n.º 2.456, de 30/12/1953, desmembra do município de Mirassol o distrito de Bálsamo, elevado à categoria de município.
- A Lei Estadual n.º 5.285, de 18/02/1959, desmembra do município de Mirassol os distritos de Mirassolândia e Jaci, elevando-os à categoria de município.

## Geografia

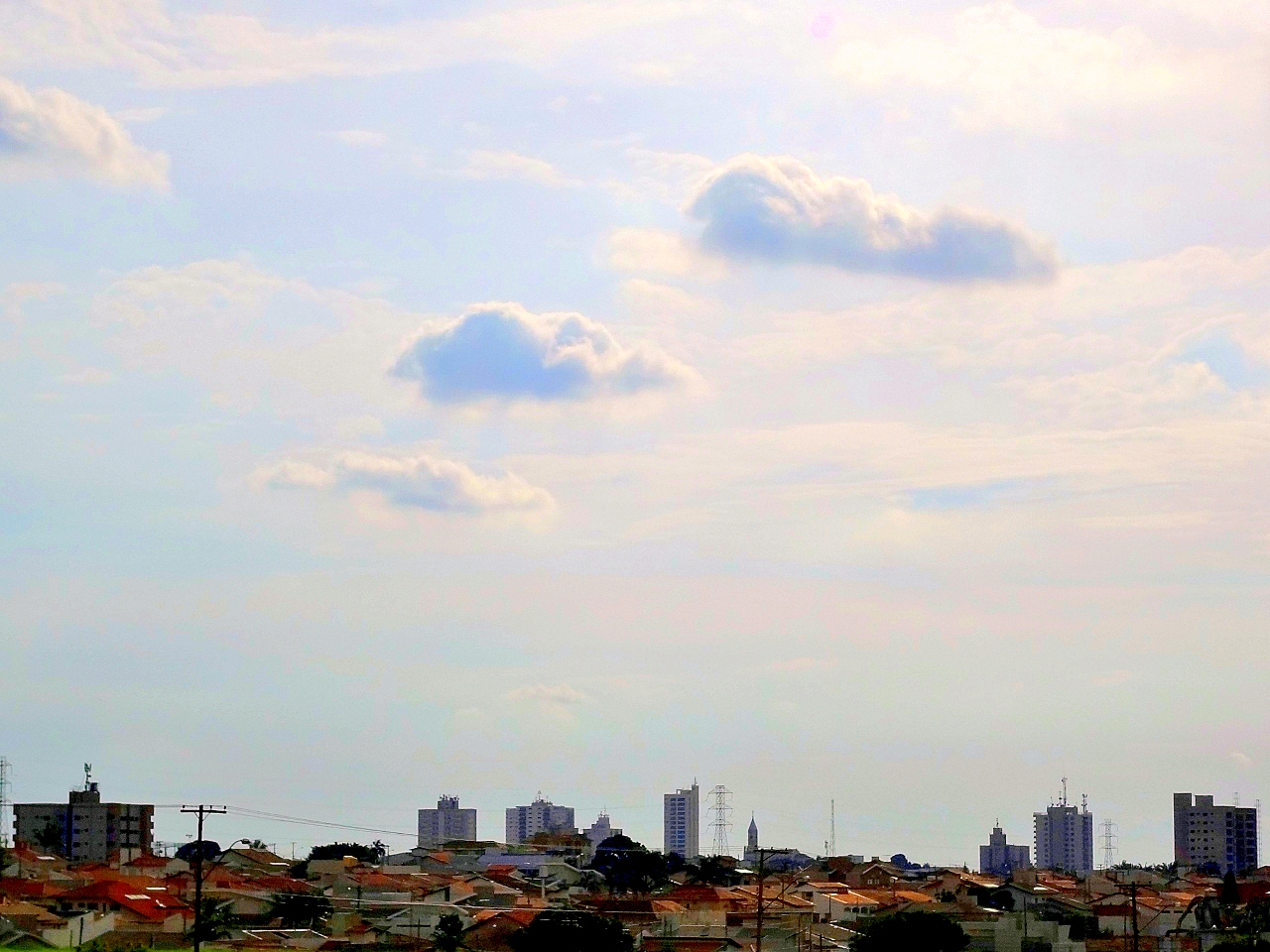
Panorama da cidade.

Localiza-se a uma latitude 20º49'07" sul e a uma longitude 49º30'30" oeste, estando a uma altitude de 587 metros. Possui uma área de  243,23 km².
Mirassol se localiza no noroeste do estado, a 453 km da capital São Paulo e a 15 km de São José do Rio Preto.
A cidade possui o Parque Natural da Grota, com uma área de 20,34 hectares e um dos últimos fragmentos de mata estacional semidecidual da região noroeste do Estado.

### Hidrografia
- Rio São José dos Dourados (Foz - rio Paraná)
- Rio Fartura (Foz - rio Tietê)
- Córrego Três Barras (Foz - rio Preto)
- Córrego Piedade (Foz - rio Preto)

### Clima
O clima da região é tropical sub-quente e úmido, com invernos secos e amenos e verões quentes e chuvosos. Em geral, de junho a setembro, o clima se apresenta seco, com características mesotérmicas, com temperaturas abaixo de 18 °C. Na classificação climática de Köppen-Geiger, Mirassol se localiza em uma zona Cwa, o equivalente a subtropical com inverno seco ou tropical de altitude.
Segundo dados do Centro Integrado de Informações Agrometeorológicas (CIIAGRO/SP), desde dezembro de 2008 a menor temperatura registrada em Mirassol foi de 3,4 °C em 4 de agosto de 2011 e a maior atingiu 41,6 °C em 6 de outubro de 2020. O maior acumulado de chuva em 24 horas alcançou 134,9 mm em 30 de março de 2020.
| Dados climatológicos para Mirassol | Dados climatológicos para Mirassol | Dados climatológicos para Mirassol | Dados climatológicos para Mirassol | Dados climatológicos para Mirassol | Dados climatológicos para Mirassol | Dados climatológicos para Mirassol | Dados climatológicos para Mirassol | Dados climatológicos para Mirassol | Dados climatológicos para Mirassol | Dados climatológicos para Mirassol | Dados climatológicos para Mirassol | Dados climatológicos para Mirassol | Dados climatológicos para Mirassol |
| Mês | Jan                                | Fev                                | Mar                                | Abr                                | Mai                                | Jun                                | Jul                                | Ago                                | Set                                | Out                                | Nov                                | Dez                                | Ano                                |
| --- | ---------------------------------- | ---------------------------------- | ---------------------------------- | ---------------------------------- | ---------------------------------- | ---------------------------------- | ---------------------------------- | ---------------------------------- | ---------------------------------- | ---------------------------------- | ---------------------------------- | ---------------------------------- | ---------------------------------- |
| Temperatura máxima recorde (°C) | 38,6                               | 37,6                               | 35,6                               | 35,4                               | 33,3                               | 32,3                               | 33,3                               | 36,3                               | 40                                 | 41,6                               | 39,2                               | 37,7                               | 41,6                               |
| Temperatura máxima média (°C) | 31,4                               | 31,8                               | 31                                 | 30,4                               | 28,1                               | 27,4                               | 28                                 | 29,6                               | 31,9                               | 32,2                               | 31,3                               | 31,4                               | 30,4                               |
| Temperatura média (°C) | 26                                 | 26,2                               | 25,5                               | 24,2                               | 21,6                               | 20,8                               | 20,8                               | 22                                 | 24,5                               | 25,6                               | 25,4                               | 26                                 | 24                                 |
| Temperatura mínima média (°C) | 20,7                               | 20,6                               | 20                                 | 18                                 | 15,1                               | 14,2                               | 13,6                               | 14,3                               | 17,1                               | 19                                 | 19,6                               | 20,6                               | 17,7                               |
| Temperatura mínima recorde (°C) | 16,5                               | 17,4                               | 15,2                               | 7,8                                | 6,3                                | 4,8                                | 4,5                                | 3,4                                | 8,3                                | 11,7                               | 11,7                               | 14,6                               | 3,4                                |
| Precipitação (mm) | 206,6                              | 163,2                              | 157                                | 56,3                               | 43                                 | 35,7                               | 14,5                               | 24,9                               | 72,6                               | 117,8                              | 150,1                              | 212,8                              | 1 254,5                            |
| Fonte: CIIAGRO/SP – Centro Integrado de Informações Agrometeorológicas (climatologia: 2008-2020; recordes de temperatura: 17/12/2008-presente) |                                    |                                    |                                    |                                    |                                    |                                    |                                    |                                    |                                    |                                    |                                    |                                    |                                    |

### Rodovias

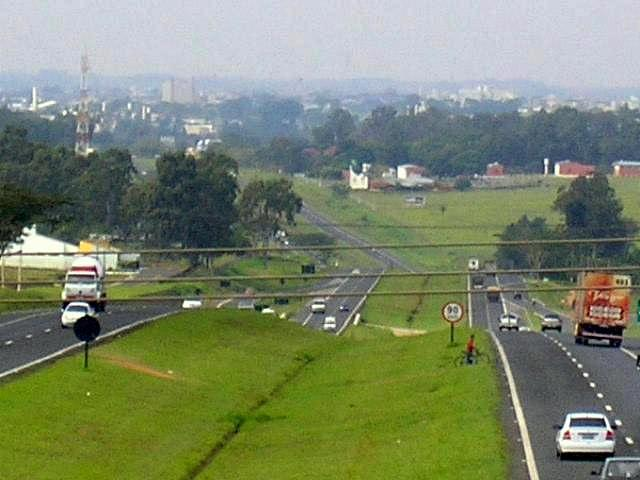
Vista da rodovia Washington Luís, trecho entre São José do Rio Preto e Mirassol.

Feliciano Sales Cunha foi o responsável por abrir a estrada de ligação a São José do Rio Preto. A rodovia que hoje se estende de Mirassol até o Mato Grosso do Sul recebe seu nome.
- SP-310 - Rodovia Washington Luís/Feliciano Sales Cunha: A Rodovia Washington Luiz (SP-310) muda o nome para "Feliciano Sales Cunha" após Mirassol. A "Feliciano Sales Cunha" tem o mesmo código que a "Washington Luís" e passa por Monte Aprazível, Nhandeara, Auriflama até Pereira Barreto e Ilha Solteira, na divisa com o Estado de Mato Grosso do Sul.
- SP-320 - Rodovia Euclides da Cunha: A "Euclides da Cunha" passa por Bálsamo, Tanabi, Fernandópolis, Votuporanga, Jales até Santa Fé do Sul.
- Além das rodovias estaduais, a BR-153 (Transbrasiliana) passa à margem do distrito de Ruilândia, a 13 km da sede do município.

### Ferrovias

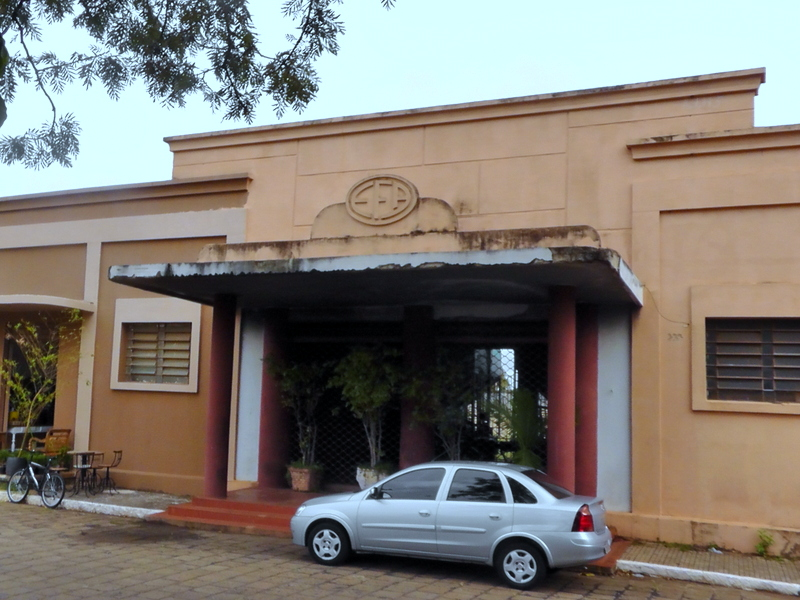
Antiga Estação Ferroviária de Mirassol (EFA) inaugurada em 1933.

Em 1918, a estação férrea mais próxima era a de São José do Rio Preto. Mas Mirassol, com suas lavouras e indústrias em crescimento, precisava de um outro meio de transporte mais rápido e mais adequado para São José do Rio Preto e para a saída ao restante do estado, que não fosse o "carro de boi".
A cidade é servida por via férrea, a Estrada de Ferro Araraquara, desde 1933 (atualmente, somente transporte de carga).

## Demografia

### População
| Crescimento populacional                             | Crescimento populacional | Crescimento populacional | Crescimento populacional |
| Ano                                                  | População Total          |                          | %±                       |
| ---------------------------------------------------- | ------------------------ | ------------------------ | ------------------------ |
| 1925                                                 | 23 078                   |                          | —                        |
| 1934                                                 | 55 676                   |                          | 141,3%                   |
| 1937                                                 | 59 522                   |                          | 6,9%                     |
| 1940                                                 | 50 722                   |                          | −14,8%                   |
| 1946                                                 | 33 257                   |                          | −34,4%                   |
| 1950                                                 | 31 375                   |                          | −5,7%                    |
| 1958                                                 | 25 231                   |                          | −19,6%                   |
| 1960                                                 | 20 201                   |                          | −19,9%                   |
| 1970                                                 | 20 579                   |                          | 1,9%                     |
| 1980                                                 | 28 309                   |                          | 37,6%                    |
| 1991                                                 | 39 286                   |                          | 38,8%                    |
| 2000                                                 | 48 327                   |                          | 23,0%                    |
| 2010                                                 | 53 792                   |                          | 11,3%                    |
| 2022                                                 | 63 337                   |                          | 17,7%                    |
| Est. 2024                                            | 65 485                   | [ 24 ]                   | 3,4%                     |
| Fontes: Censos Demográficos IBGE e Estimativas SEADE |                          |                          |                          |

### Dados demográficos
Mirassol possuía em 2010, de acordo com o Censo do IBGE, 53 792 habitantes. De acordo com o mesmo Censo, a cidade conta com 52 433 habitantes na zona urbana e 1 359 na zona rural. Com 243,2 km² de área territorial, Mirassol tem uma densidade demográfica de 221,2 habitantes por km². Na Estimativa de 2011 do IBGE, a cidade conta com 54 211 habitantes.
Em 2010, a população mirassolense era composta por 26 402 homens e 27 390 mulheres. No mesmo ano, a população era formada por 40 977 brancos (76,1%), 10 256 pardos (19%), 2 309 negros (4,3%), 219 amarelos (0,4%) e 31 indígenas (0,06%).
O Índice de Desenvolvimento Humano Municipal (IDH-M) de Mirassol, medido em 2010 pelo PNUD, é de 0,762.
Dados do Censo - IBGE/2010
População total: 60.768
- Urbana: 52.433
- Homens: 26.402[32]
- Mulheres: 27.390

Área da unidade territorial: 695.420km²
Densidade demográfica (hab./km²): 221,1
Taxa de alfabetização: 93,5%
Mortalidade infantil até 1 ano (por mil): 12,92
Expectativa de vida (anos): 75,42
Taxa de fecundidade (filhos por mulher): 1,76
Índice de Desenvolvimento Humano (IDH-M): 0,762
(Fonte: IBGE)

## Economia
Mirassol foi fundada em 1910. Por volta de 1913, começaram a surgir, ao longo dos espigões, grandes cafezais e culturas de alguns cereais. Inúmeros estrangeiros e
habitantes de outros estados afluíram para a região.
A industrialização da cidade se deu a partir de 1917, quando Feliciano Sales Cunha, abre uma picada para um canto da cidade, sentido São José do Rio Preto, e monta uma serraria. Por volta de 1920, a industrialização de Mirassol ganha uma nova força, com a fabricação de carros movidos a gasogênio pelas famílias Tomé, Cica e Vita. No mesmo período instala-se em Mirassol a senhora Farid Dalul, que abriu o bazar Casa Verde, estabelecimento que foi crescendo e passou a ser uma casa de tecidos, depois loja de móveis e, mais tarde, transformou-se na fábrica de móveis Casa Verde.
O Setor terciário é o mais relevante da economia de Mirassol, com 68% do PIB. A Indústria corresponde a 30,1%. A Agropecuária corresponde a 1,8% do PIB.
A cidade tem uma relevante indústria moveleira.

## Infraestrutura

### Rodovias
O município é acessado pelas rodovias Washington Luís (SP-310) e Euclides da Cunha (SP-320).

### Comunicações
O sistema de telefones automáticos foi inaugurado na cidade em 1958 pela Cia. Telefônica Rio Preto, empresa administrada pela Companhia Telefônica Brasileira (CTB). Já o sistema de discagem direta à distância (DDD) foi implantado em 1982 pela Telecomunicações de São Paulo (TELESP) com o código de área (0172).
Na década de 90 o código DDD da cidade foi alterado para (017), para padronização do sistema telefônico com a telefonia celular que estava sendo implantada em todo o estado.

## Cultura e lazer

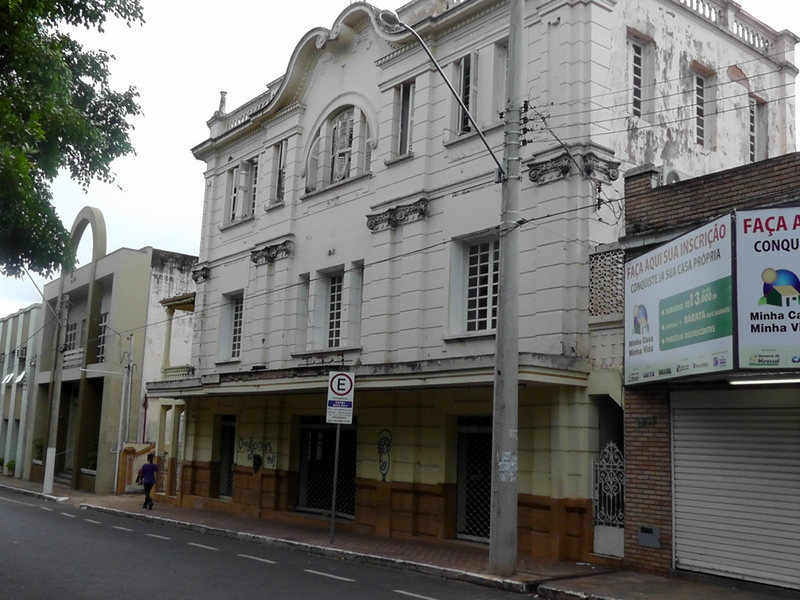
Casa de Cultura Doutor Ariovaldo Correa, bem tombado pelo CONDEPHAAT.

O Museu "Jezualdo D'Oliveira", fundado em 1945 e localizado na Rua Rui Barbosa, centro da cidade, tem como acervo  material trazido da Itália pelos pracinhas brasileiros, material da Revolução Constitucionalista de 32, mais de mil documentos, fotos e peças históricas e fósseis.
A Casa da Cultura (antigo Cine São Pedro) foi projetada por Ramos de Azevedo e sedia exposições de arte (fotos, telas), palestras e solenidades cívicas e exibições de filmes.

### Festas
A Festa de São Pedro, padroeiro de Mirassol, ocorre anualmente no mês de junho, com diversas atrações. A festa iniciou-se em 1912, no dia do padroeiro, com a celebração de uma missa, celebração essa que se repetiu nos anos seguintes, até 1914, quando também se realizou um leilão de prendas. A partir de 1920, adotou-se a forma atual, finalizando, no último dia do mês, com uma queima de fogos de artifício
Em março, é realizada a Festa de São José, na Paróquia Nossa Senhora do Carmo. A Paróquia Santa Rita de Cássia celebra a festa da Padroeira (Santa Rita) durante o mês de maio. Em novembro, tem início a Festa de Santa Luzia, organizada pela Paróquia Santa Luzia.
A cidade possui uma arena para Festa de Peão, construída no fim da década de 1990.

### Esportes

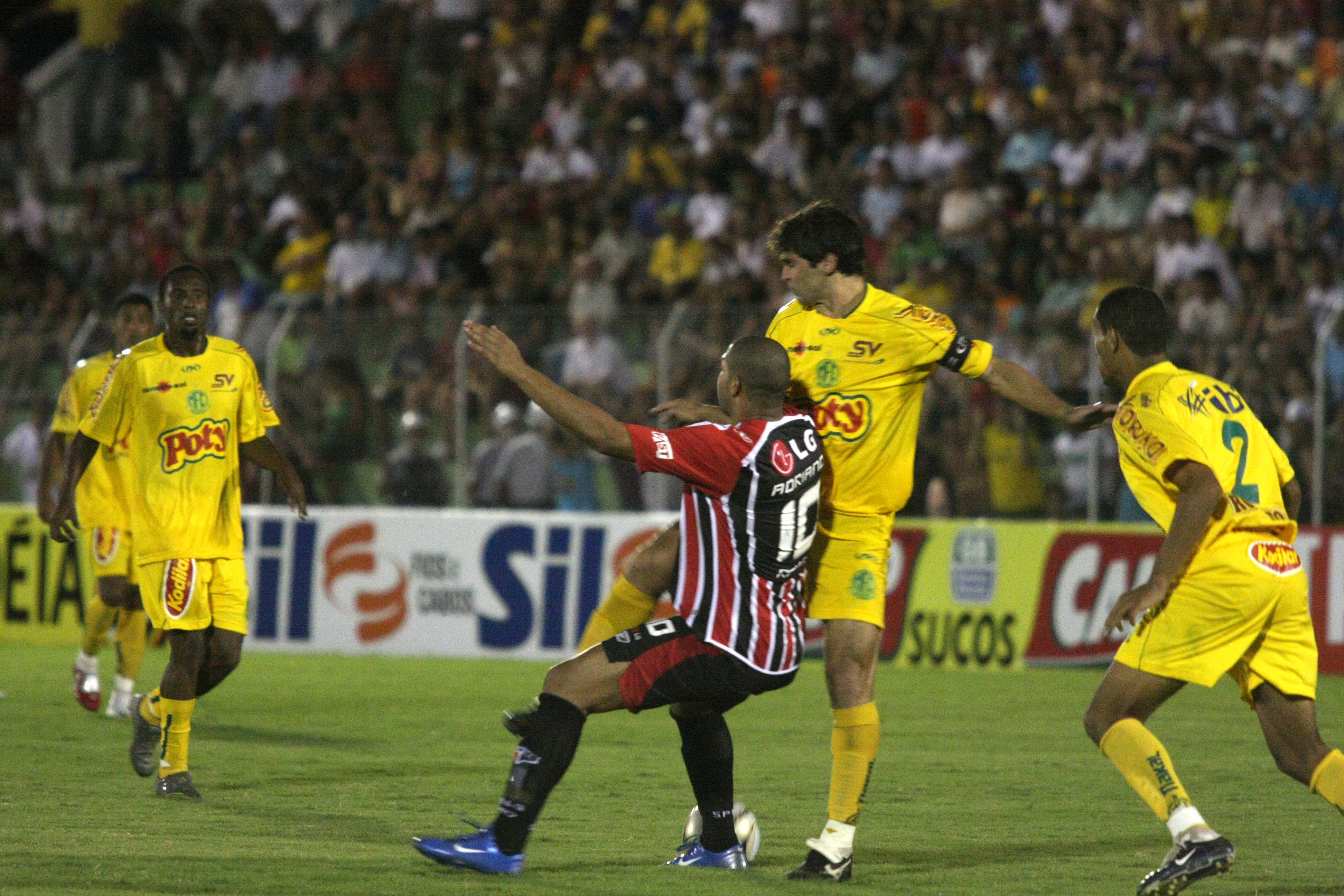
Mirassol disputando uma partida no estádio Campos Maia contra o São Paulo

#### Futebol
O Mirassol Futebol Clube é o principal time da cidade de Mirassol. Suas principais conquistas são a Série D de 2020 e a Série C de 2022, além de ter sido vice campeão da Série B de 2024. O clube também fez com que a cidade se tornasse conhecida nacionalmente por ter garantido acesso ao Série A do Campeonato Brasileiro em 2024, no ano de seu centenário.

### Música
Paralelo à sua forte cultura tradicional, Mirassol é lar também de duas bandas importantes da cena punk underground. Entre o final dos anos 80 e começo dos anos 90 surgiram na cidade as bandas Desnutrição e Academic Worms.
A Desnutrição teve uma música ("Orgulho Americano") gravada pelos belgas do Agathocles, expoente do grindcore mundial, e a Academic Worms gravou um disco split com o mesmo grupo europeu.

## Religião
O Cristianismo se faz presente na cidade da seguinte forma:

### Igreja Católica
- A igreja faz parte da Diocese de São José do Rio Preto.[44]

### Igrejas Evangélicas
- Assembleia de Deus Ministério do Belém.[45][46]
- Congregação Cristã no Brasil.[47]
- Igreja Presbiteriana Independente do Brasil.[48]